# José Blanco Coris
José Blanco Coris (Málaga, 1862-Madrid, 1946) fue un pintor e ilustrador español.

## Biografía
Nacido en 1862 en Málaga, estudió en la Escuela de Bellas Artes de su ciudad natal. Concurrió en Madrid a la Exposición nacional de 1881 con un cuadro representando La presentación del cardenal Jiménez de Cisneros a la reina Isabel la Católica por el cardenal Mendoza. Posteriormente elogiaron los diarios de Málaga su obra Un muchacho vendedor de billetes de lotería. En 1882 fue pensionado por la Diputación Provincial de Málaga para seguir sus estudios en Roma. Trabajó con ilustraciones o fotografías para revistas como La Ilustración Ibérica, La Esquella de la Torratxa, La Campana de Gracia, y, más adelante, en Blanco y Negro, donde ejerció como redactor artístico. Blanco Coris, que fue autor de un Manual de Arte Decorativo (3 vols., 1916-1921), falleció en Madrid en julio de 1946.